# Sancho Jimeno de Orozco
Sancho Jimeno (né Sancho Jimeno de Orozco y Urnieta, en 1640 à Fontarrabie, en Espagne) était un gouverneur de Carthagène, en Colombie, entre 1693 et 1695, et plus tard, le Seigneur du château de San Luis dans l'île de Tierrabomb, qu'il a défendu lors de l'expédition de Carthagène en 1697. Après l'évasion du gouverneur Diego de los Rios, Don Sancho a été appelé à gouverner Carthagène entre 1698 et 1699.

## Biographie
Selon Rodolfo Segovia et Soledad Acosta de Samper, Don Sancho Jimeno de Orozco, était un noble espagnol d'une famille Basque appauvrie. Il a servi de page de Juan José d'Autriche, et a combattu lors des guerres des Pays-Bas espagnols. Plus tard, il a voyagé à Carthagène dans les Amériques en 1670. Il a été marié avec Maria Inés Blanco de Salcedo et Fernandez Calvo et ont un enfant, María Teresa Jimeno Orozco et Blanco de Salcedo qui s'est mariée au XVIIIe siècle avec Juan Fernandez de Miranda Gandarillas dont les descendants ont Fait partie des familles les plus importantes de la zone caribéenne jusqu'à nos jours.
Don Sancho Jimeno était propriétaire de fermes près de Carthagène, où il avait du bétail et des esclaves. Il est reconnu pour avoir combattu violemment les esclaves marrons dans la zone environnante de Carthagène. En partie parce qu'ils aidaient d'autres esclaves à s'échapper et parce qu'ils volaient les voyageurs.
Après son gouvernement de Carthagène entre 1693 et 1695, il fut désigné comme Seigneur du château de San Luis de Bocachica depuis 1695. À cette époque, lorsque le château fut attaqué par les forces françaises du pirate Jean-Bernard de Pointis et du boucanier Jean-Baptiste du Casse en avril 1697.

## La défense du château de San Luis de Bocachica
Le 13 avril 1697, 29 navires de la flotte de Pointis ont été vus de Bocachica. Ils ont débarqué des troupes sur la côte de l'île Tierra Bomba et ont assiégé le château, empêchant l'arrivée de renforts. Bien que les Espagnols aient été avertis l'attaque française, parce que des espions ont découvert le départ de la flotte du port de Brest en janvier, la ville de Carthagène et ses forts étaient mal préparés quand les pirates sont arrivés. Dans le château de San Luis il n'y avait que 139 hommes, quelques soldats espagnols et la plupart des esclaves, avec assez d'armes et de poudre à canon, mais avec peu de vivres. L'approvisionnement alimentaire arrivait juste quand les pirates ont encerclé le château dans deux petits navires qui ont été coulés. Le 15 avril 1697, le fort fut bombardé par les navires de guerre français chacun avec 80 canons. Les esclaves se lèvent, demandant d'accepter la défaite lorsque les pirates atteignent le pont-levis. Don Sancho a refusé de remettre le château, malgré la rébellion, donc les Français ont dû le capturer à l'intérieur de la forteresse étant seul. Lorsqu'il fut capturé, il refusa de livrer le château de San Luis de Bocachica, action admise par Pointis. Selon la légende populaire, don Sancho, pour ne pas accepter la défaite, a brisé son épée comme seigneur du château; Puis, quand Pointis voulut lui faire honneur pour sa bravoure, il lui donna sa propre épée.
Capturé par les Français, Pointis accorda à Don Sancho une prison dans sa propre ferme à Isla Baru, où il fut amené par une garde française. Il a été détenu comme un prisonnier jusqu'à ce que les Français quittent Carthagène à partir de juin 1697.
Don Sancho a été de nouveau désigné gouverneur de Carthagène en 1698, après l'évasion de l'ancien gouverneur Don Diego de los Rios, qui a remis la ville aux Français en mai 1697 sans combattre.
Au début du XVIIIe siècle don Sancho a été jugé par les tribunaux espagnols par le suspect que les fonctionnaires espagnols ont été corrompus par des espions français avant l'attaque et l'histoire de l'épée de Pointis était une preuve contre Don Sancho. Après de nombreuses années d'un procès pénal, il a été déclaré innocent.

## Héritage
La légende de Don Sancho Jimeno défense héroïque du château de San Luis de Bocachica a un impact culturel sur la côte colombienne de Caraïbes, en dépit de qui a été diminuée par la renommée de Don Blas de Lezo qui empêchent la défaite de Carthagène 45 ans plus tard. La capacité de Don Sancho à défendre le fort avec de petites forces a convaincu les Espagnols pour augmenter les défenses sur la Baie de Carthagène pendant les prochaines années; Et les autres puissances européennes étaient convaincues que dans les attaques ultérieures elles auront besoin de plus de forces et d'artillerie forte.
Deux auteurs se distinguent par leur travail sur la légende de Don Sancho. L'écrivain colombien reconnu du XIXe siècle Soledad Acosta de Samper, qui a écrit une histoire d'amour émotive de Don Sancho à sa femme pendant le Expédition de Carthagène en 1697; Et le poète Alvaro Miranda qui, en 1982, a écrit le poème "Indiada, los escritos de Don Sancho Jimeno".
À Carthagène existe une rue appelée Calle de Don Sancho, qui peut être visitée par les touristes.
La marine colombienne avait un navire appelé ARC Sancho Jimeno qui a servi pendant 1953 à 1974.